# Mínimo existencial
Mínimo existencial, também conhecido como mínimo social, limites dos limites, restrições das restrições, "minimum minimorum",  é um padrão de vida estabelecido, referenciado na qualidade de vida média presente em cada sociedade. Trata-se de um padrão que reflete o estágio de desenvolvimento da sociedade, tendendo a se alterar, seja mediante a pressão política exercida pelos cidadãos, seja pelo avanço da ciência, seja pelo desenvolvimento das forças produtivas. 

## Conceito
O mínimo existencial  corresponde a um mínimo de condições para que o cidadão possa exercer seus direitos fundamentais e tem relação direta com os direitos sociais previstos na Constituição Brasileira; portanto, prescindem de lei para ser exercidos. Dessa forma, estar-se-á a falar de um conteúdo mínimo de direitos que deve ser protegido visando consignar-se o suficiente para a manutenção da dignidade da pessoa humana.

### Constituição Brasileira
O mínimo existencial está vinculado aos direitos sociais, arrolados no artigo 6º da Constituição, e à ideia de que é dever do Estado prover os hipossuficientes, garantindo que todos os cidadão tenham o mínimo necessário a uma vida digna, notadamente no que se refere a educação, saúde e trabalho. 
"O mínimo existencial não possui dicção constitucional própria, devendo-se procurá-lo na idéia de liberdade, nos princípios da igualdade, do devido processo legal, da livre iniciativa, nos direitos humanos, nas imunidades e privilégios do cidadão. Carece de conteúdo específico, podendo abranger qualquer direito, ainda que não seja fundamental, como o direito à saúde, à alimentação, etc, considerado em sua dimensão essencial e inalienável."  
Neste sentido, a ideia de mínimo existencial nos remete ao Título II - "Garantias e Direitos Fundamentais", da Constituição Federal de 1988. Nesta seção da Carta Magna estão localizados aqueles direitos fundamentais à vida do ser humano. Faz-se mister ainda, ressaltar que esta noção de vida denota uma vivência com dignidade e não somente sobrevivência.

### Importância social
Observa-se, portanto, que o princípio está intimamente ligado a ideia de justiça social e engloba os direitos sociais, econômicos e culturais previstos na Constituição Federal de 1988. Por conseguinte, ele abrange as ações positivas fáticas, que dizem respeito ao conjunto de prestações materiais do Estado, que além de serem essenciais, são necessárias para que os indivíduos possam gozar de uma vida digna. A importância do mínimo existencial é tamanha, que este é entendido, pela doutrina, como o núcleo do próprio princípio da dignidade da pessoa humana, considerado como um direito absoluto por alguns doutrinadores, devendo ser garantido pelo Estado.